# Орловский, Николай Васильевич
Николай Васильевич Орловский (1899—1986) — советский учёный-почвовед, доктор сельскохозяйственных наук, создатель академической школы лесных почвоведов, награждён золотой медалью имени В. В. Докучаева (1981).

## Биография
Родился 19 февраля 1899 году в селе Большая Чесноковка Самарской губернии. Отец — священник, мать — Вера Дмитриевна, происходила из семьи разорившегося помещика. Родители дали Николаю хорошее музыкальное и литературное образование.
C 1915 года и до последних дней жизни по возможности ежедневно вел дневник, занося в него встречи с интересными людьми, размышления, результаты исследований.
В 1917 году — поступает на естественное отделение физико-математического факультета Казанского университета. После окончания второго курса приезжает на каникулы к родителям, но в конце июня Комитет членов учредительного собрания (Комуч) объявляет призыв в армию, добровольцем в составе группы казанских студентов зачислен в воинскую часть, носящую название ТАОН (тяжелая артиллерия особого назначения). В
Затем фронт, дезертирство, заболевает сыпным тифом, приходит в Омск и поступает в Сибирский сельхозинститут.
В октябре 1921 года — откомандирован агрофаком Самарского университета в Петровскую сельскохозяйственную академию в Москву для продолжения образования, которую окончил в 1923 году.
Начал работать помощником директора Бузулукского опытного поля, где начинается научная работа, затем работает на Саратовской сельскохозяйственной и Уральской зерновой опытных станциях (1927—1933 годы), в Омске (СибНИИЗХоз, 1933—1938 годы), где определяется направление его научных исследований — влияние солонцов на рост кормовых культур.
В мае 1937 года — назначается заместителем директора Убинской опытно-мелиоративной станции в Барабе.
Большую известность получили работы Н. В. Орловского по засоленным почвам и путям их улучшения, которые послужили теоретической основой для системы мероприятий по осушению и сельскохозяйственному освоению засоленных почв Барабы.
В 1948 году — защитил докторскую диссертацию, а в 1950-м году с семьей переезжает в Барнаул, где работает заведующим кафедрой почвоведения в Алтайском сельскохозяйственном институте.
После начала компании по подъёму целины выступал с критикой неправильных решений, что привело к травле со стороны партийного руководством края, публикациям клеветнических статей в газете «Правда», поэтому в 1959 году переезжает в Красноярск. В это время в крае велась распашка земель Хакасии, пыльные бури долетали даже до Красноярска. Результаты его исследований были активно использованы в Красноярском крае, пыльные бури прекратились.
Последние почти 20 лет работал в Институте леса СО АН СССР, занимается вопросами лесного почвоведения, организует экспедиционные работы по изучению почв, их классификации, разработке системы агротехнических мероприятий, широко используемых в производстве.
В 1961 году организует первую конференцию почвоведов Сибири.
Автор более 100 печатных работ, из них 15 монографий. В 1979 году, подводя итоги научной работы вышел в печать сборник трудов: «Исследование почв Сибири и Казахстана».
В 1980 году вышла в печать книга Орловского о своём учителе: «Алексей Григорьевич Дояренко», (М., 1980).
В последние годы жизни вел работу над мемуарами, в 1977 году работа была окончена, но книга была издана только в 1999 году.
Умер в 1986 году.

## Награды
- Золотая медаль имени В. В. Докучаева (1981) — за монографию «Исследования почв Сибири и Казахстана»